# Magical Charming!
《Magical Charming!》是Lump of Sugar在2013年5月31日發售的戀愛冒險類型成人遊戲。HIKARI FIELD原定於2020年3月20日在Steam平台發行中文版，后因受Steam审核遇阻的影响，游戏最终定于2022年5月20日登陆HIKARI FIELD官网平台发售。

## 故事簡介
夏本律某天一覺醒來時，發覺自己躺在完全陌生的地方，並被一名從未謀面的女孩子給困住了，根據女孩子奧莉艾塔的說法，因為自己會使用魔法的緣故，導致奧莉艾塔的日常生活受到影響。為了幫奧莉艾塔找回原本的生活步調，律必須要協助奧莉艾塔解開自己會使用魔法的原因。

## 登場角色

### 主要角色
夏本律
本作男主角。由於能施展原本只有女性才能使用的魔法，因此被轉入維斯利魔法學院就讀。
奧莉艾塔·庫洛諾·伊斯塔麗嘉·吉娜斯緹爾
身高：149cm，體重：39kg，三圍：71(A)/53/72，生日：12月13日
幻創庭國伊斯塔麗嘉的公主。負責監視雖為男性卻會使用魔法的律。會把喜怒哀樂表現在臉上，並有點孩子氣。
葉山秋音（聲：桃山いおん）
身高：161cm，體重：44kg，三圍：83(C)/58/85，生日：9月19日
律的青梅竹馬。以男裝姿態追隨律轉入魔法學院就讀。個性溫厚且擅長察言觀色。
夏本諷歌（聲：遙空）
身高：143cm，體重：40kg，三圍：86(H)/51/72，生日：3月18日
律的妹妹。小時候就開始在魔法學院生活。個性認真且成績優秀，因此相當受老師及學生信賴。討厭被人當作小孩子看待。
白神姬百合（聲：夏峰いろは）
身高：166cm，體重：47kg，三圍：92(F)/59/89，生日：6月27日
魔法學院的學生會長，諷歌的室友。很受學院的女孩子尊敬。

### 其他角色
加涅特／田中夢子
魔法學院的戀愛學科講師，從事魔法與戀愛感情關係性的研究。
夏瓏·蒂優卡絲（聲：小鳥居夕花）
負責照顧奧莉艾塔的生活起居兼學院女僕的女性，同時也是精靈學的講師。
瑪麗·迪爾菲尼姆（聲：上原葵）
魔法學院的物質學講師，作為講師雖然優秀，但生活習慣很差且嗜賭。
蘭鐸爾夫·黑瓦多（聲：黑井勇）
魔法學院的圖書館館員與時空學講師，真實身分是古代魔法書。

## 主題曲
片頭曲「Graceful Anomaly」
主唱：ave;new feat.佐倉紗織，作詞：佐倉紗織，作曲、編曲：a.k.a.dRESS
片尾曲「Sugar Ripple」
主唱：ave;new feat.佐倉紗織，作詞：佐倉紗織，作曲、編曲：a.k.a.dRESS
特別片尾曲「 ～I'm engulfed in sorrow～」
主唱：UMA，作詞：，作曲、編曲：椎名俊界

## 評價
Magical Charming!在2013年Getchu.com舉辦的美少女遊戲大賞中獲得綜合部門第19名、系統部門第6名、角色部門葉山秋音第11名。於2013年度「萌系遊戲大賞」獲得角色設計賞金賞。

## 外部連結
- 遊戲官網 （页面存档备份，存于）（日語）
- 中文版遊戲官網 （页面存档备份，存于）（简体中文）